# Alcover
Alcover – gmina w Hiszpanii,  w Katalonii, w prowincji Tarragona, w comarce Alt Camp.

Położenie gminy na mapie comarki Alt Camp.

Powierzchnia gminy wynosi 46,00 km². Zgodnie z danymi INE, w 2005 roku liczba ludności wynosiła 4405, a gęstość zaludnienia 95,76 osoby/km². Wysokość bezwzględna gminy równa jest 243 metry. Współrzędne geograficzne gminy to 41°15'52"N, 1°10'19"E.

## Miejscowości
W skład gminy Alcover wchodzi dziewięć miejscowości, w tym miejscowość gminna o tej samej nazwie. Te miejscowości to:
- Alcover – liczba ludności 3907
- La Borquera – 1
- La Cabana – 69
- Camí dels Muntanyants – 33
- Mas Gassol – 13
- Les Masies Catalanes – 125
- La Plana – 14
- Residencial del Remei – 98
- Serradalt – 145